# NOVA

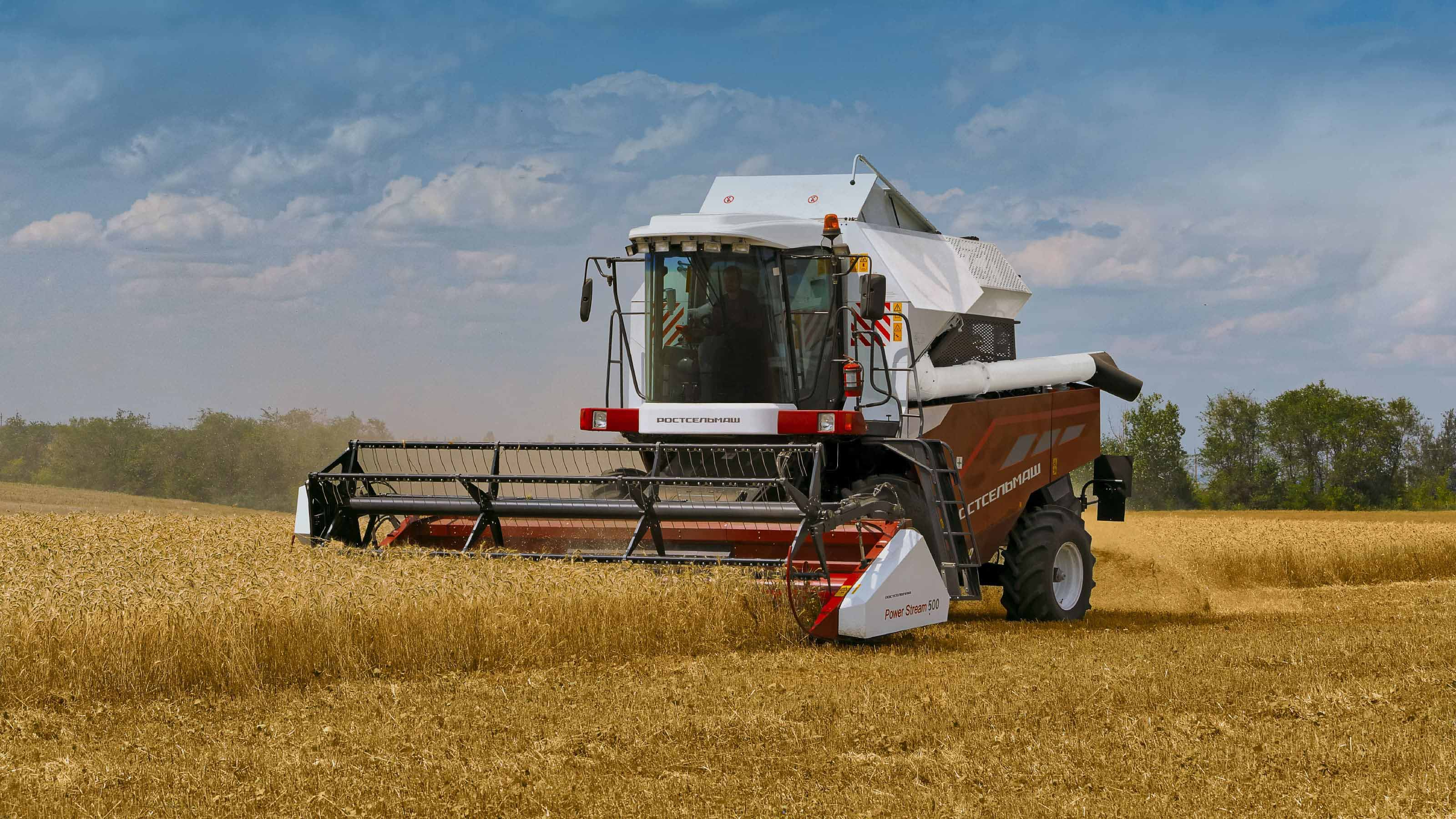
Зерноуборочный комбайн NOVA 340

NOVA — российский зерноуборочный комбайн третьего класса. Серийное производство началось в 2017 году на заводе Ростсельмаш. Комбайн предназначается для уборки зерновых колосовых культур. Рассчитан на использование в хозяйствах с полями до 500 Га. Комбайн оснащён системой копирования рельефа почвы, автоматическим синхромотовилом, бортовым компьютером.